# NGC 6323
NGC 6323 este o galaxie spirală situată în constelația Hercule. A fost descoperită în 12 iulie 1876 de către Édouard Stephan⁠(d). Se află la o distanță de 111,64 megaparseci de Pământ.